# New Zealand Merchant Service Guild Industrial Union of Workers
Die New Zealand Merchant Service Guild Industrial Union of Workers (NZMSG), in der Öffentlichkeit und sich selbst als New Zealand Merchant Service Guild bezeichnet, ist eine Gewerkschaft für Beschäftigte im Bereich der Seefahrt und des Hafenpersonals in Neuseeland.

## Geschichte
Die Geschichte der New Zealand Merchant Service Guild reicht zurück bis in das Jahr 1901, als die NZ Marine Officers’ Association Industrial Union gegründet wurde. 1904 wurde die Organisation in Merchant Service Guild umbenannt. Als sich in den Jahren 1911–12 die Shipmasters' Association auflöste, war die Gilde die einzige Vereinigung, die Kapitäne und Schiffsoffiziere vertrat. Während des Ersten und Zweiten Weltkriegs traten Mitglieder der Gilde in die Royal Navy ein. Vor den Kriegen kämpfte die Vereinigung um höhere Entlohnung und bessere Arbeitszeiten und nach dem Zweiten Weltkrieg versuchte sie die Lohngleichheit und die Arbeitszeiten für die Seeleute wiederherzustellen. In dem großen Hafenstreik von 1951, der 151 Tage andauerte, war seinerzeit auch die Merchant Service Guild beteiligt.
Mitte der 1950er Jahre schlossen sich die Funkoffiziere der Gewerkschaft an und mit den Piloten der Fluggesellschaften ging man ein Bündnis ein. In den 1950er und 1960er Jahre kämpfte die Vereinigung für mehr Sicherheit in der Seefahrt, den in dieser Zeit gingen mehrere Schiffe verloren. Mitte der 1960er Jahre vertrat dann die Merchant Service Guild die Tugmasters (Schlepperkapitäne) und Launchmasters (Barkassenkapitäne) und später auch die Stevedores (Schauerleute).
Als 1987 durch den Labour Relations Act 1987 festgesetzt wurde, dass die Registrierung einer Gewerkschaft erst ab 1000 Mitglieder vorgenommen wird, suchte die Gewerkschaft nach Verbündeten und schloss sich mit den Gewerkschaften der Reserve Bank Officers, der North Shore Ferries and Fullers, der New Zealand Foreman Stevedores und mit der New Zealand Shipping Officers Union zusammen. So konnte im Juni 1989 eine erneute Registrierung erreicht werden.
Im Jahr 2000 schloss sich die New Zealand Merchant Service Guild der Dachgewerkschaft New Zealand Council of Trade Unions Te Kauae Kaimahi an.
Wann sich die Gewerkschaft in New Zealand Merchant Service Guild Industrial Union of Workers umbenannte, ist nicht bekannt.

## Gewerkschaft
Mitglieder der Gewerkschaft sind Schiffskapitäne, Decksoffiziere, Kundendienstleiter auf Passagierschiffen, Hafenschlepperbesatzungen, Hafenlotsen, Lotsenbootführer, Stauereivorarbeiter und anderes qualifiziertes Land- oder Hafenpersonal, das in einer Aufsichtsfunktion tätig ist.